# Kermah Kallman
Kermah Kallman, Anna Källman, född 11 april 1898 i Backe, Fjällsjö socken, Ångermanland, död okänt år, var en svensk-amerikansk skulptör.
Hon var dotter till inspektoren Anders Gustaf Källman och Jenny Erika Wallmark.  Hon reste till Amerika 1925 där hon under några år studerade konst för olika konstnärer bland annat Aaron Goodelman och Saul Berman men hon ansåg sig själv som autodidakt. Separat ställde hon ut med ett 35-tal verk i New York 1953 och hon medverkade i en lång rad amerikanska samlingsutställningar främst i New York och Philadelphia och fick då flera hedersomnämnanden. Hon var mycket produktiv och hennes konst består till stor del av träskulpturer men hon arbetade även med marmor, brons och alabaster.